# Биркенхердт
Биркенхердт (њем. Birkenhördt) општина је у њемачкој савезној држави Рајна-Палатинат. Једно је од 74 општинска средишта округа Зидлихе Вајнштрасе. Према процјени из 2010. у општини је живјело 699 становника. Посједује регионалну шифру (AGS) 7337008.

## Географски и демографски подаци
Биркенхердт се налази у савезној држави Рајна-Палатинат у округу Зидлихе Вајнштрасе. Општина се налази на надморској висини од 253 метра. Површина општине износи 8,6 km².

## Становништво
У самом мјесту је, према процјени из 2010. године, живјело 699 становника. Просјечна густина становништва износи 81 становника/km².